# Giulio Zorzi
Giulio Zorzi (ur. 3 stycznia 1989 w Johannesburgu) – południowoafrykański pływak, specjalizujący się w stylu klasycznym i zmiennym.
W 2013 roku został mistrzem uniwersjady w Kazaniu na 50 m stylem klasycznym.
W tym samym roku zdobył brązowy medal mistrzostw świata w Barcelonie właśnie na tym dystansie.